# Livio Agresti
Pour les articles homonymes, voir Agresti.
Livio Agresti dit Ritius, Il Ricciutello ou Il Ricciutino (Forlì, 1505 – Rome, 1579) est un peintre italien maniériste de l'école de Forlì de la Renaissance tardive.

## Biographie
Livio Agresti fait d'abord son apprentissage auprès du peintre forlivois Francesco Menzocchi, puis il rejoint l'Accademia di San Luca de Rome en 1534 et peint en 1535 au dôme de Forli.
En 1539, il travaille dans l'église Santa Maria dei Servi ; en 1542, sur commission  de l'abbé Corrado Grassi, il va à Ravenne et exécute, dans l'église du Spirito Santo, déjà cathédrale des Ariani, sa célèbre toile, dite des Vescovi colombini.
À Rome en 1544, sous la direction de Perin del Vaga, il peint à fresque de Figure allegoriche à la Sala Paolina du Castel Sant’Angelo et des travaux à l'église Santa Maria in Cosmedin.

## Œuvres
- Eucaristia e i Profeti nella cappella del Sacramento (1535), Duomo de Forlì
- Vescovi colombini, Spirito Santo, Ravenne
- Crocefissione, S. Domenico, Cesena
- San Giovanni Battista, S. Maria Maggiore, Collescipoli, Terni
- Deposizione, Pinacoteca Civica de Forlì
- Predica del Battista, Palazzo Arcivescovile, Groppello d’Adda, Cassano d'Adda
- Madonna col Bambino, i santi Giuseppe, Anna e il committente Andrea Pelucchi, Santa Maria della Consolazione, Rome
- Pietro d'Aragona offre il regno a Innocenzo III, fresque de la Sala Regia, Palais apostolique, Vatican, Rome
- Peintures de la Villa d'Este à Tivoli

## Sources
- (it) Cet article est partiellement ou en totalité issu de l’article de Wikipédia en italien intitulé « Livio Agresti » (voir la liste des auteurs).